# Beauharnois—Salaberry—Soulanges—Huntingdon
Pour les articles homonymes, voir Salaberry et Suroît.
Circonscription électorale fédérale du Canada
Beauharnois—Salaberry—Soulanges—Huntingdon (auparavant Salaberry—Suroît) est une circonscription électorale canadienne fédérale située dans la région de la Montérégie au Québec.

## Histoire
La circonscription de Salaberry—Suroît est créée lors du redécoupage de la carte électorale du Canada de 2012, issue d'une grande partie de la circonscription de Beauharnois-Salaberry à laquelle on a retranché des municipalités à l'est et ajouté des municipalités au nord. Depuis les élections fédérales de 2019, elle est représentée à la Chambre des communes par Claude DeBellefeuille (Bloc québécois).
Lors du redécoupage électoral de 2022-2023, la circonscription est renommée Beauharnois—Salaberry—Soulanges—Huntingdon, elle perd au sud-est la partie de la municipalité régionale de comté des Jardins-de-Napierville constituée de la municipalité de canton de Hemmingford et de la municipalité de village de Hemmingford, mais elle gagne au nord la municipalité de Les Cèdres et le village de Pointe-des-Cascades.

## Géographie
Elle comprend :
- une partie de la municipalité régionale de comté de Vaudreuil-Soulanges constituée de la ville de Coteau-du-Lac, des municipalités Les Cèdres, Les Coteaux, Rivière-Beaudette, Saint-Clet, Sainte-Justine-de-Newton, Sainte-Marthe, Saint-Polycarpe, Saint-Télesphore, Saint-Zotique et Très-Saint-Rédempteur, et du village de Pointe-des-Cascades ;
- la municipalité régionale de comté de Beauharnois-Salaberry, à l’exception des municipalités de Sainte-Martine et de Saint-Urbain-Premier ;
- la municipalité régionale de comté du Haut-Saint-Laurent incluant la réserve indienne d’Akwesasne no 15.

Les circonscriptions limitrophes sont Châteauguay—Les Jardins-de-Napierville et Vaudreuil au Québec et Stormont—Dundas—Glengarry et Prescott—Russell—Cumberland en Ontario.

## Députés
| Législature                                                            | Années        | Député                | Parti | Parti          |
| ---------------------------------------------------------------------- | ------------- | --------------------- | ----- | -------------- |
| Salaberry–Suroît issue de Beauharnois—Salaberry et Vaudreuil—Soulanges |               |                       |       |                |
| 42e                                                                    | 2015–2019     | Anne Minh-Thu Quach   |       | Néo-démocrate  |
| 43e                                                                    | 2019–2021     | Claude DeBellefeuille |       | Bloc québécois |
| 44e                                                                    | 2021–2025     | Claude DeBellefeuille |       | Bloc québécois |
| Beauharnois—Salaberry—Soulanges—Huntingdon                             |               |                       |       |                |
| 45e                                                                    | 2025–en cours | Claude DeBellefeuille |       | Bloc québécois |

## Résultats électoraux
|       | Candidat                      | Parti                | # de voix | % des voix |
|       | Albert De Martin              | Conservateur         | +06 132,  | 9,97 %     |
|       | Claude DeBellefeuille         | Bloc québécois       | +17 452,  | 28,36 %    |
|       | Robert Sauvé                  | Libéral              | +17 955,  | 29,18 %    |
|       | (sortant) Anne Minh-Thu Quach | NPD                  | +18 726,  | 30,43 %    |
|       | Silverado Socrates            | Vert                 | +00867,   | 1,41 %     |
|       | Patricia Domingos             | Forces et Démocratie | +00184,   | 0,3 %      |
|       | Sylvain Larocque              | Indépendant          | +00219,   | 0,36 %     |
| Total | Total                         | Total                | 61 535    | 100 %      |